# BP-897
BP-897 je lek koji se koristi u naučnim istraživanjima. On deluje kao umereno selektivni parcijalni agonist dopaminski D3 receptora. On je uglavnom korišćen za studiranje tretmana za kokainsku adikciju.